# El detectiu Conan: Estratègia sobre les profunditats
El detectiu Conan: Estratègia sobre les profunditats (名探偵コナン水平線上の陰謀 Suihei Senjō no Sutoratejī) és la novena pel·lícula basada en la sèrie Detectiu Conan. Es va estrenar el 9 d'abril del 2005 al Japó i a Catalunya el 17 d'abril del 2017. La pel·lícula va recaptar 2,15 milions de iens, bastant menys que els cinc films anteriors.

## Argument
Quinze anys després de l'accident del Yashiromaru I, on hi van morir el capità i un membre de la tripulació, en Conan i companyia se'n van de vacances en un creuer de luxe de la mateixa empresa del vaixell accidentat. Els sorprenents assassinats del director del Grup Yashiro i de la seva filla a bord del creuer fan que, de cop, les vacances dels nostres herois es converteixin en un autèntic malson. I és que després d'un seguit d'explosions, l'enfonsament de l'Afrodita, el creuer de luxe, és imminent. Aquest cop, a més de resoldre el misteri dels assassinats, en Conan també haurà de salvar la vida dels seus amics, i de tots els passatgers de l'Afrodita! 

## Música
El tema musical principal d'aquesta pel·lícula és "Natsu wo matsu sail no you ni", del grup japonès Zard. Juntament amb La catorzena víctima, és la segona pel·lícula de Detectiu Conan la cançó de la qual és de Zard.

## Doblatge
- Estudi Doblatge: TAKEMAKER
- Direcció: Carles Nogueras
- Traducció: Quim Roca (traducció), Dolors Casals (lingüista)
- Repartiment:

| Personatge                    | veu catalana      | veu japonesa       |
| ----------------------------- | ----------------- | ------------------ |
| Shinichi Kudo                 | ÓSCAR MUÑOZ       | Kappei Yamaguchi   |
| Conan Edogawa                 | JOËL MULACHS      | MINAMI TAKAYAMA    |
| Ran Mouri                     | NÚRIA TRIFOL      | WAKANA YAMAZAKI    |
| Kogoro Mouri                  | JORDI ROYO        | AKIRA KAMIYA       |
| Dr. Hiroshi Agasa             | FÈLIX BENITO      | KENICHI OGATA      |
| Inspector Juzo Megure         | RAMON CANALS      | FÛRIN CHA          |
| Genta Kojima                  | MIQUEL BONET      | WATARU TAKAGI      |
| Mitsuhiko Tsuburaya           | ELISABET BARGALLÓ | IKUE OOTANI        |
| Ayumi Yoshida                 | BERTA CORTÉS      | YUKIKO IWAI        |
| Ai Haibara                    | ROSER ALDABÓ      | MEGUMI HAYASHIBARA |
| Sonoko Suzuki                 | EVA LLUCH         | NAOKO MATSUI       |
| Inspector Wataru Takagi       | MARC GÓMEZ        | WATARU TAKAGI      |
| Inspectora Miwako Sato        | MERITXELL SOTA    | ATSUKO YUYA        |
| Inspector Ninzaburo Shiratori | JOSEP MARIA MAS   | KANETO SHIOZAWA    |
| Inspector Kazunobu Chiba      | ALEIX ESTADELLA   | ISSHIN CHIBA       |
| Natsuho Tsujimoto             | CARMEN AMBRÓS     | CHINAMI NISHIMURA  |
| Hironari Kusaka               | EDUARD ITCHART    | KOICHI YAMADERA    |
| Minako Akiyoshi               | MERITXELL SOTA    | YOSHIKO SAKAKIBARA |